# Síndrome de la sella buida
La síndrome de la sella buida és un trastorn en què la hipòfisi es redueix o s'aplana, omplint la sella turca amb líquid cefalorraquidi en lloc de la hipòfisi normal. Es pot descobrir com a part de l'estudi diagnòstic dels trastorns de la hipòfisi o com a descoberta incidental quan es prenen imatges del cervell.

## Signes i símptomes
Si hi ha símptomes, les persones amb síndrome de sella buida poden tenir mal de cap i pèrdua de visió. Símptomes addicionals estarien associats amb hipopituïtarisme.
Quan és congènita, es pot trobar:
- Anormalitat dels ossicles de l'orella mitjana
- Criptorquídia
- Dolicocefàlia
- Malformació d'Arnold-Chiari tipus I
- Meningocele
- Ductus arteriós persistent
- Hipotonia muscular
- Platibàsia

## Etiologia
La causa d'aquest trastorn es divideix en:

### Primària
- Com a trastorn congènit.[5]

### Secundària
- Per un tumor o una cirurgia que danyi la glàndula.[2]
- El 70% dels pacients amb hipertensió intracranial idiopàtica tindran la sella buida a la ressonància magnètica